# Hysteropterum balearicum
Hysteropterum balearicum är en insektsart som beskrevs av Dlabola 1982. Hysteropterum balearicum ingår i släktet Hysteropterum och familjen sköldstritar.
Artens utbredningsområde är Spanien. Inga underarter finns listade i Catalogue of Life.